# フレデリック・ハーヴィー (初代ブリストル侯爵)

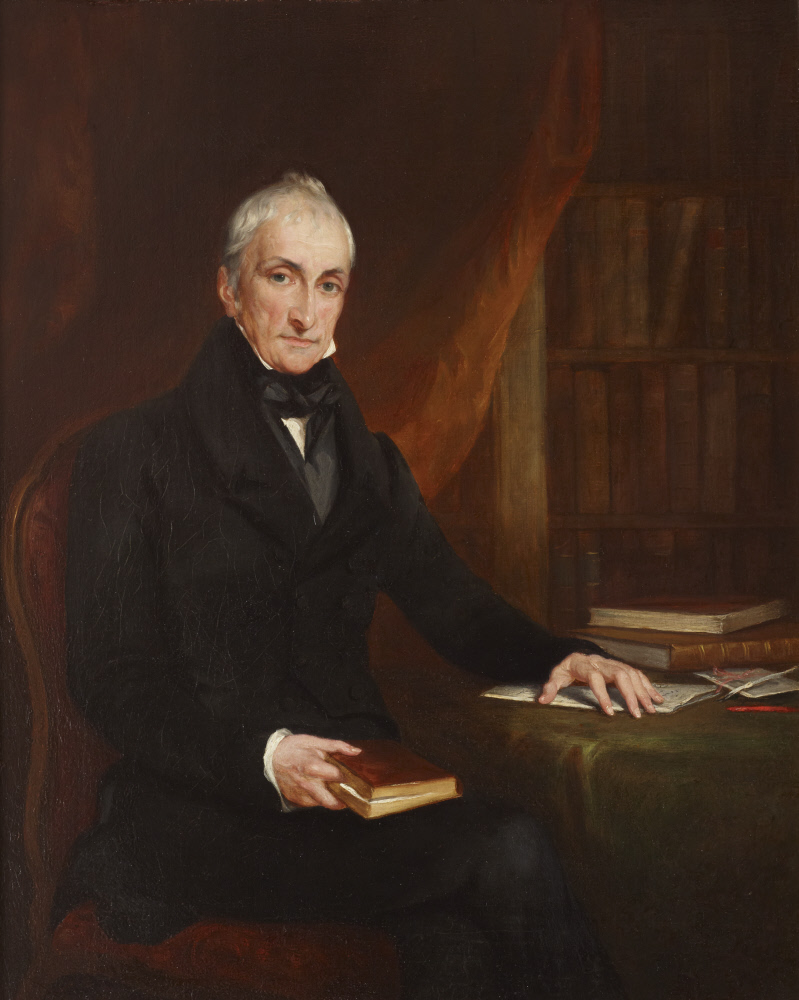
フランシス・グラントによる肖像画、1845年。

初代ブリストル侯爵フレデリック・ウィリアム・ハーヴィー（英語: Frederick William Hervey, 1st Marquess of Bristol FRS FSA、1769年6月2日 – 1859年2月15日）は、イギリスの貴族、政治家。庶民院議員（在任：1796年 – 1803年）、外務省政務次官（在任：1801年 – 1803年）を務めた。1796年から1803年までハーヴィー卿の儀礼称号を使用した。

## 生涯
第4代ブリストル伯爵フレデリック・オーガスタス・ハーヴィーと妻エリザベス（Elizabeth、旧姓デイヴァース（Davers）、1800年12月18日没、の娘）の三男として、1769年6月2日にアイルランドで生まれた。出生時点で長兄ジョージ（1755年10月25日洗礼 – 1764年ごろ）が死去しており、次兄ジョン・オーガスタス（1757年1月1日 – 1796年6月10日）も1女を残して父に先立って死去した。そのため、フレデリック・ウィリアムは爵位の法定推定相続人になり、1796年から1803年までハーヴィー卿の儀礼称号を使用した。1794年にも友人のマウント・ステュアート卿ジョン・ステュアートを失っている。

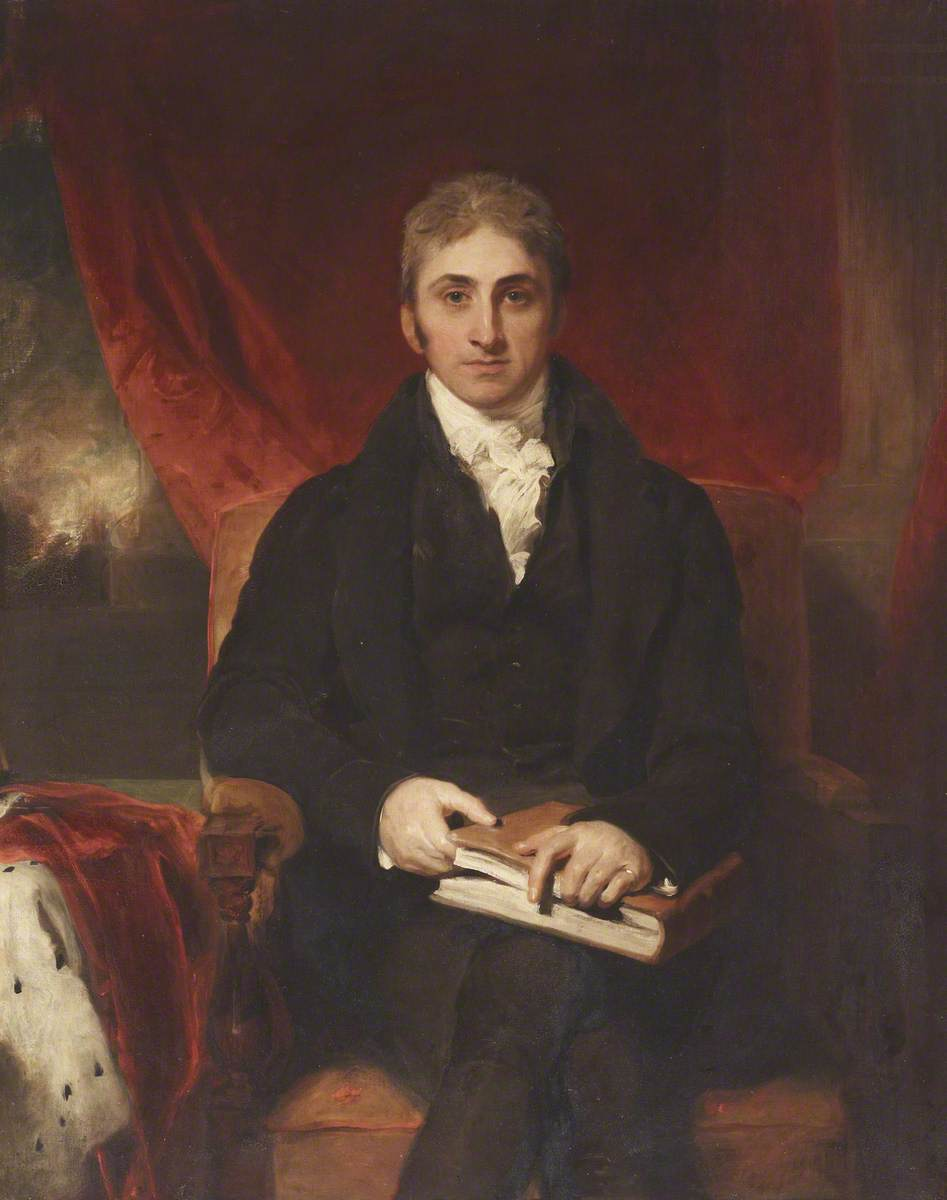
トーマス・ローレンスによる肖像画、1806年から1811年ごろ。

1786年10月14日にケンブリッジ大学セント・ジョンズ・カレッジに入学、1788年にM.A.の学位を修得した。1793年、リンカーン法曹院に入学した。1788年5月24日にエンサイン（歩兵少尉）として近衛歩兵第一連隊に入隊、1792年7月に引退した。1798年5月29日、イックワース・ヨーマンリー連隊（Ickworth yeomanry）の司令官（Major Commandant、軍階は少佐）に任命された。
1796年イギリス総選挙でベリー・セント・エドマンズ選挙区から出馬した。ブリストル伯爵家はベリー・セント・エドマンズで影響力を有したが、有力者のグラフトン公爵家が（4代ブリストル伯爵の妻の弟にあたる）第6代準男爵サー・チャールズ・デイヴァースと手を組み、1774年にブリストル伯爵家を議席から締め出した。その後も1790年イギリス総選挙まで状況が変わらなかったが、グラフトン公爵家の影響力は衰える一方であり、1796年の総選挙ではグラフトン公爵位の法定推定相続人であるユーストン伯爵ジョージ・ヘンリー・フィッツロイが首相小ピットに助力を求めたが、ハーヴィー卿が政府を支持し、政府の有力者との縁故もあったため小ピットにできることは少なく、結果はハーヴィー卿が17票（得票数2位）で当選、ユーストン伯爵の弟チャールズ・フィッツロイ卿が14票（得票数3位）で落選した。デイヴァースは23票で再選したが、1802年イギリス総選挙で引退したことで、グラフトン公爵家とブリストル伯爵家の妥協が成立、両家が1議席ずつを占めることとなった。
庶民院では演説をほとんどしなかったが、採決では第1次小ピット内閣（1783年 – 1801年）を支持、1800年合同法も支持した。1801年2月にはアディントン内閣の外務大臣姉ルイーザの夫にあたるハークスベリー卿ロバート・ジェンキンソン（のち第2代リヴァプール伯爵、首相）により外務省政務次官に任命された。父の第4代ブリストル伯爵はハーヴィー卿の出自、才能、縁故、勤勉を評価して、「10年か12年で国務大臣になれる」（secretary of state in ten or twelve years）と評したが、ハーヴィー卿がそれ以上の官職に就任することはなかった。
1803年7月8日に父が死去すると、ブリストル伯爵位を継承した。1805年5月23日、王立協会フェローに選出された。ほかにもロンドン考古協会フェローにも選出されている。1811年7月1日、ケンブリッジ大学よりLL.D.の学位を授与された。
爵位継承とともに少なくとも年収2万ポンド相当の領地を相続し、1806年にはデイヴァースの遺言状によりその遺産を継承した。政治ではアディントン内閣を引き続き支持、1806年の挙国人材内閣も支持した。一方でハークスベリー卿（第2代リヴァプール伯爵）との関係を維持して、リヴァプール伯爵内閣期の1826年6月30日に連合王国貴族であるブリストル侯爵とサフォークにおけるホーニングスヒースのジャーミン伯爵に叙された。貴族院では初代グレンヴィル男爵ウィリアム・グレンヴィルを支持した後、保守党に転じたものの、サー・ロバート・ピールに追従して穀物法廃止を支持、1850年には採決で自由党政権を支持した。ベリー・セント・エドマンズでは1802年の妥協が維持され、1832年の第1回選挙法改正の後も継続した。
1859年2月15日にセント・ジェームズ・スクエア6号で病死、24日にイックワースで埋葬された。長男フレデリック・ウィリアムが爵位を継承した。

## 家族

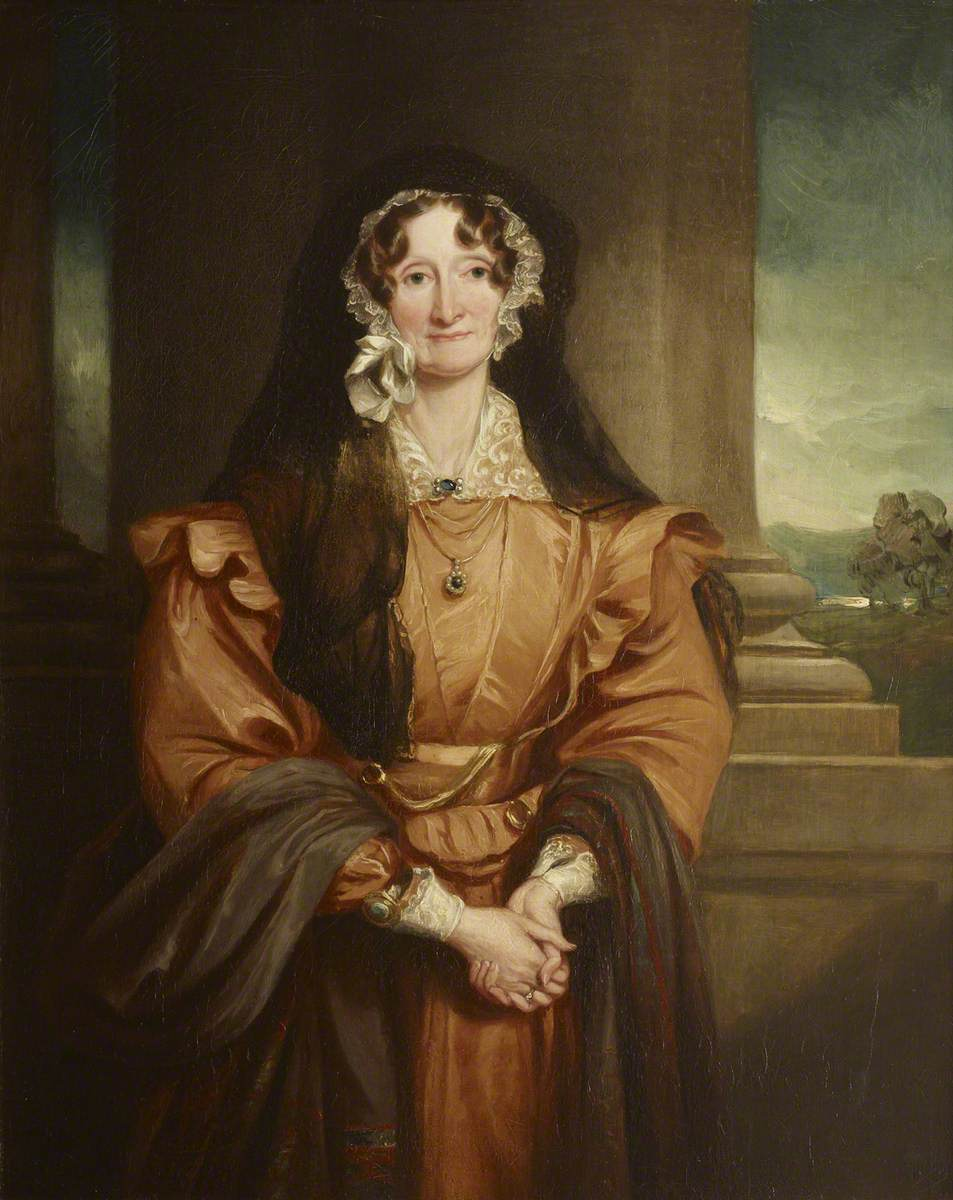
ブリストル侯爵夫人エリザベス・アルバナの肖像画。フランシス・グラント画、1845年。

1796年に父からプロイセン王フリードリヒ・ヴィルヘルム2世の庶出の娘と結婚するよう求めたがこれを断り、1798年2月20日にエリザベス・アルバナ・アップトン（Elizabeth Albana Upton、1775年8月16日 – 1844年5月25日、初代テンプルトン男爵クロットワーシー・アップトンと妻エリザベスの娘）と結婚、6男4女をもうけた。
- オーガスタ（1798年12月29日 – 1880年3月17日） - 1832年9月18日、フレデリック・チャールズ・ウィリアム・シーモア（Frederick Charles William Seymour、1856年12月7日没、ヒュー・シーモア卿（英語版）の息子）と結婚、子供あり[12]
- フレデリック・ウィリアム（1800年7月15日 – 1864年10月30日） - 第2代ブリストル侯爵[1]
- ジョージアナ・エリザベス・シャーロット（1801年9月8日 – 1869年1月16日） - 1836年7月、ジョン・グレイ閣下（Hon. John Grey、1895年11月11日没、第2代グレイ伯爵チャールズ・グレイの息子）と結婚、子供あり[12]
- ジョージ（1803年1月25日 – 1838年2月3日） - 陸軍少佐[12]
- ソフィア・アメリア・エリザベス（1804年6月8日 – 1804年6月21日[11]）
- ウィリアム（1805年9月27日 – 1850年5月6日） - 1844年9月8日、セシリア・メアリー・フレマントル（Cecilia Mary Fremantle、1871年11月24日没、サー・トマス・フランシス・フレマントル（英語版）の娘）と結婚、子供あり[12]
- アーサー・チャールズ（英語版）（1808年8月20日 – 1894年6月9日） - 聖職者。1839年7月30日、ペイシェンス・シングルトン（Patience Singleton、1904年12月14日没、ジョン・シングルトンの娘）と結婚、子供あり[12]
- ソフィア・エリザベス・キャロライン（1811年4月26日 – 1863年10月6日） - 1835年7月18日、ウィリアム・ハウ・ウィンダム（William Howe WIndham、1802年3月30日 – 1855年12月22日）と結婚。1858年5月10日に再婚[11]
- チャールズ・アメリアス（英語版）（1814年11月1日 – 1880年4月10日/11日） - 1839年8月15日、ハリエット・シャーロット・ソフィア・ライダー（Harriet Charlotte Sophia Ryder、1899年9月27日没、初代ハロービー伯爵ダドリー・ライダー（英語版）の娘）と結婚、子供あり[12]
- アルフレッド（英語版）（1816年6月25日 – 1875年4月15日） - 1845年8月5日、ソフィア・エリザベス・チェスター（Sophia Elizabeth Chester、1892年没、ジョン・チェスターの娘）と結婚、子供あり[12]